# Rose McGowan
Rósa Arianna McGowan (Florencia, 5 de septiembre de 1973), más conocida como Rose McGowan, es una actriz retirada y directora de cine italoestadounidense nacionalizada mexicana. Ha trabajado en varios proyectos mayormente en el cine independiente, su papel más reconocido es Paige Matthews en la serie Charmed, y también destacan Scream, The Doom Generation y Jawbreaker.

## Biografía
Rose McGowan nació en Italia y fue criada en las comunas del culto religioso Niños de Dios, del que su padre Daniel era un misionero, siendo también líder de la capilla italiana. Rose se convirtió en modelo infantil a la edad de tres años, ya que su padre tenía muchos contactos en la industria del arte. Apareció en Vogue Bambini y muchas otras revistas italianas. Aprendió a leer casi al mismo tiempo que a posar, con tres años, y a los seis ya estaba leyendo clásicos como The Raven o The Tell-Tale Heart.
La familia McGowan se mudó a Estados Unidos cuando Rose tenía diez años. Allí, acabó viviendo en Oregón con su madre. Comenzó a trabajar a los trece años. Tuvo varios trabajos temporales como camarera o acomodadora de cine. Rose se emancipó legalmente de sus padres a la edad de quince años, e incluso se representó a sí misma en el juicio.
McGowan se autopercibe como una persona de género no binario.

## Trayectoria cinematográfica
De vez en cuando, Rose viajaba a Los Ángeles para visitar a un amigo actor. En 1990, hizo una pequeña aparición en un capítulo de la serie de televisión True Colors, y en 1992 tuvo un minúsculo papel en la película El hombre de California (más conocida como Encino Man), como Nora.
Sin embargo, cuatro meses más tarde, un encuentro casual trajo a Rose McGowan una nueva oportunidad, de la mano de The Doom Generation y un papel protagonista, el de Amy Blue. Tras el rodaje de The Doom Generation, McGowan volvió con su padre y su tía a Seattle. Nunca se le pasó por la cabeza ser actriz y vivir de la interpretación. De hecho, utilizó el dinero de The Doom Generation para apuntarse en una escuela de esteticismo, sacarse el título y trabajar en el salón de belleza de su tía. Mientras trabajaba con su tía, The Doom Generation se estrenó en el Festival de Cine de Sundance, en enero de 1995, y Gregg Araki llevó con él a sus actores para promocionar la película. Poco después, decidió mudarse a Los Ángeles y continuar con la actuación. También tomó clases en la UCLA.
En 1996, tuvo un pequeño papel en Bio-Dome, como Denise. También interpretó a Jasmine Hoyle en la película Kiss & Tell. La creciente fama de la actriz atrajo al director de cine Wes Craven, que le dio el papel de Tatum Riley en la película Scream. En 1997, interpretó a George en el filme Lewis & Clark & George. En ese mismo año, participó en Going All the Way, y en la película Nowhere. Esta cinta le dio la oportunidad de volver a trabajar con Gregg Araki, director de The Doom Generation, y actuó junto a Shannen Doherty, a la que unos años más tarde sustituiría en una popular serie de televisión. Como último papel en ese año, hizo de Miriam en el cortometraje Seed.
A finales de 1997 conoció al excéntrico roquero Marilyn Manson, con el que estuvo a punto de contraer matrimonio posteriormente al estreno de la película Gummo. Manson acababa de mudarse a Hollywood. Además de su vida con Manson, McGowan estaba muy ocupada rodando en 1998 Phantoms, su primera gran película desde Scream. Tras esta película vendría Southie, donde interpretaría a Kathy Quinn. En este mismo año, firmaría como imagen de la marca de ropa estadounidense Bebe y protagonizaría unas campañas para ella. Además, interpretó a la psicópata Debbie Strand en Devil in the Flesh. McGowan protagonizó el vídeo musical «Coma White», de Marilyn Manson, que también le compuso canciones y pintó retratos sobre ella.
El siguiente gran éxito de Rose McGowan vino de la mano de la comedia negra Jawbreaker, en 1999, donde interpretaba a Courtney Shayne. Jawbreaker le supuso una nominación a los MTV Movie Awards. Ese mismo año tuvo un papel en un cortometraje llamado Sleeping Beauties, donde interpretaba a Sno Blo.
En 2000, rodó cintas como Ready to Rumble o The Last Stop. Estuvo en Monkeybone y The Killing Yard antes de interpretar su papel más importante en 2000, la vulnerable Moira Kennedy en Strange Hearts. En enero de 2001, anunció que su relación con Marilyn Manson había terminado. En 2001, The WB le ofreció un contrato de dos años en la serie de televisión Charmed, como una hermana bruja perdida, Paige Matthews. Aceptó, y lo que empezó como un contrato de dos años se convirtió en cinco años. 
A pesar del número de horas de rodaje que implicaba Charmed, Rose se las arregló para interpretar otros papeles, como en la comedia musical Stealing Bess (2002); protagonizó una secuela biográfica de Elvis Presley, junto a Jonathan Rhys Meyers, en Elvis (2005), que se emitió por televisión; y participó en la película La Dalia Negra (2006), de Brian De Palma. También en 2003 cantó «Superfabulous» para el álbum de BT Emotional Technology. Mantuvo una relación con David Zinczenko, el editor de la revista Men’s Health. La relación se prolongó durante tres años, a pesar de que David vivía en Nueva York y Rose en Los Ángeles (a exigencias de rodaje).
Finalmente, el 21 de mayo de 2006 se emitió en Estados Unidos el último capítulo de Charmed, que les dio un final feliz a las tres hermanas. Concluida su carrera televisiva la actriz regresó a la gran pantalla para rodar Grindhouse. La segunda parte la completaba Death Proof, de Quentin Tarantino, en la que también participaba McGowan. Las películas se estrenaron en 2007.
En 2008, sufrió un accidente de tráfico. El impacto del coche provocó que una patilla de sus gafas le cortara la cara. Por miedo a perder su ojo, se sometió a una cirugía a manos de un cirujano plástico provocando su drástico cambio de rostro.
Tras Grindhouse, rodó en Irlanda 50 Dead Men Walking, junto a Ben Kingsley, en donde interpretaba a Grace, un miembro del IRA que pertenecía a la jerarquía más alta. También tuvo un papel secundario en la serie Nip/Tuck, entre 2008 y 2009. Interpretó a Theodora «Teddy» Rowe, una malvada doctora, durante cinco episodios de la sexta temporada. Además de regresar temporalmente a la televisión, tuvo la oportunidad de reencontrarse con Julian McMahon, antiguo compañero de rodaje durante la cuarta y quinta temporada de Charmed.
Rose también hizo un cameo en la película de Robert Rodriguez Machete, basada en el falso tráiler que marcaba el comienzo de Planet Terror. Después de coprotagonizar Dead Awake (película rodada en 2009 y estrenada en 2010) el siguiente gran proyecto de McGowan fue Conan el Bárbaro, una película de Marcus Nispel estrenada en 2011. En el filme, rodado en la primavera de 2010 en Bulgaria, interpretó a Marique, una semibruja malvada. En 2014, apareció en el videoclip «Break the Rules» de Charli XCX interpretando el papel de «The Chaperone». Apareció en numerosos episodios de la serie Once Upon a Time, en la que interpreta a Cora «la Reina de Corazones».

### Acusaciones de abuso sexual contra Harvey Weinstein
En 2017 McGowan acusó públicamente al productor de Hollywood Harvey Weinstein de haberla violado a los 23 años y acusó a la industria de mantener una cultura de complicidad y silencio que permitía que sucedieran ese tipo de cosas. McGowan aceptó 100 000 dólares para guardar silencio mediante un acuerdo de confidencialidad firmado por ella y Weinstein. No obstante, McGowan fue activista por los derechos de las víctimas de abuso sexual durante muchos años antes de que se hiciera público lo sucedido con Weinstein.

## Carrera como modelo
McGowan empezó a posar para prestigiosas revistas como Vogue Bambini a la edad de tres años, en Italia. Debido a su andrógino aspecto, posaba como un chico. Esas fotos, de los años 70, son muy raras y prácticamente imposibles de conseguir.
Sin embargo, en 1996, McGowan volvió a posar, esta vez para la portada de un disco homenaje a Henry Mancini. Apareció caracterizada como una femme fatale de la época, pistola en mano. Y no fue hasta 1999 que McGowan volvió a posar, esta vez para Versace. Apareció en un suplemento especial de la revista Interview junto a Donatella Versace, Missy Elliot y Lil' Kim. También fue modelo para una conocida marca de ropa estadounidense, Bebe. Apareció en varios carteles usando sus colecciones, durante 1998 y 1999.
El ajetreo como actriz la obligó a dejar a un lado su carrera como modelo. Sin embargo, en 2009 volvió a posar para la marca estadounidense Bloomingdale's, en el catálogo de una nueva colección. Apareció en varios catálogos, carteles promocionales y en la campaña «Luces, cámaras, moda» ("Lights, Cameras, Fashion"), vistiendo algunos de los vestidos de esa línea de moda. También protagonizó un anuncio comercial que se estrenó en televisión.
En 2010, la cadena de cómics Zenescope Entertainment usó su imagen para el desarrollo del cómic de Charmed. Basándose en sus medidas y sus rasgos físicos, se construyó el doble de Rose que protagonizaba, cada mes, los cómics de esta serie.

## Filmografía

### Cine
| Año  | Título                     | Papel              | Notas                                |
| ---- | -------------------------- | ------------------ | ------------------------------------ |
| 1992 | Encino Man                 | Nora               | También titulada California Man      |
| 1995 | The Doom Generation        | Amy Blue           | Nominada al Independent Spirit Award |
| 1996 | Bio-Dome                   | Denise             |                                      |
| 1996 | Kiss & Tell                | Jasmine Hoyle      |                                      |
| 1996 | Scream                     | Tatum Riley        |                                      |
| 1997 | Going All the Way          | Gale Ann Thayer    |                                      |
| 1997 | Seed                       | Miriam             | Cortometraje                         |
| 1997 | Nowhere                    | Chica del valle #3 |                                      |
| 1997 | Lewis & Clark & George     | George             |                                      |
| 1998 | Southie                    | Kathy Quinn        |                                      |
| 1998 | Phantoms                   | Lisa Pailey        |                                      |
| 1998 | Devil in the Flesh         | Debbie Strand      | También titulada Dearly Devoted      |
| 1999 | Jawbreaker                 | Courtney Shane     | Nominada al MTV Movie Award          |
| 1999 | Sleeping Beauties          | Sno Blo            | Cortometraje                         |
| 2000 | Ready to Rumble            | Sasha              |                                      |
| 2000 | The Last Stop              | Nancy              |                                      |
| 2001 | Strange Hearts             | Moira Kennedy      | También titulada Roads to Riches     |
| 2001 | Monkeybone                 | Miss Kitty         |                                      |
| 2001 | The Killing Yard           | Linda Borus        | Película para televisión             |
| 2002 | Stealing Bess              | Debbie Dinsdale    | También titulada Vacuums             |
| 2006 | La Dalia Negra             | Sheryl Saddon      |                                      |
| 2007 | Grindhouse / Planet Terror | Cherry Darling     |                                      |
| 2007 | Grindhouse / Death Proof   | Pam                |                                      |
| 2008 | Fifty Dead Men Walking     | Grace Sterrin      |                                      |
| 2010 | Dead Awake                 | Charlie            |                                      |
| 2010 | Machete                    | Boots McCoy        | Escena eliminada                     |
| 2011 | Conan el Bárbaro           | Marique            |                                      |
| 2011 | The Pastor's Wife          | Mary Winkler       | Película para televisión             |
| 2011 | Rosewood Lane              | Sonny Blake        |                                      |
| 2012 | The Tell-Tale Heart        | Ariel              |                                      |
| 2017 | The Sound                  | Kelly Johansen     |                                      |

### Televisión
| Año       | Título                            | Papel                      | Notas                                          |
| --------- | --------------------------------- | -------------------------- | ---------------------------------------------- |
| 1990      | True Colors                       | Suzanne                    | Episodio #1: "Life with Fathers"               |
| 1999      | God Is in the TV                  | Jackie-O                   |                                                |
| 2001      | What About Joan?                  | Maeve                      | Episodio: "Maeve"                              |
| 2001-2006 | Charmed                           | Paige Matthews             | Protagonista (temporadas 4 a 8; 113 episodios) |
| 2008      | The Essentials (TCM)              | Ella misma                 | 27 episodios                                   |
| 2009      | Nip/Tuck                          | Dra. Theodora 'Teddy' Rowe | 5 episodios                                    |
| 2011      | Law & Order: Special Victims Unit | Cassandra Davina           | Episodio: "Bombshell"                          |
| 2012      | RuPaul's Drag Race                | Ella misma (jurado)        | Episodio 11 (temporada 4)                      |
| 2013-2014 | Once Upon a Time                  | Cora Mills (Joven)         | 2 episodios; serie de televisión de ABC        |
| 2014      | Chosen                            | Josie Acosta               | Tercera temporada (6 episodios)                |
| 2016      | Ultimate Spider-Man               | Medusa (voz)               | Episodio: "Agent Web"                          |
| 2018      | Citizen Rose                      | Ella misma                 | Reality show (4 episodios)                     |

## Premios y nominaciones
| Año  | Trabajo             | Premio                       | Resultado |
| ---- | ------------------- | ---------------------------- | --------- |
| 1996 | The Doom Generation | Independent Spirit Awards    | Nominada  |
| 1999 | Jawbreaker          | MTV Movie Awards             | Nominada  |
| 2005 | Charmed             | Family Television Awards     | Ganadora  |
| 2007 | Planet Terror       | Spike Tv Guys' Choice Awards | Ganadora  |
| 2007 | Planet Terror       | Scream Awards                | Nominada  |
| 2008 | Grindhouse          | Saturn Awards                | Nominada  |